# バイブス (たばこ)
バイブス（Vibes）は、オランダ製造のたばこ銘柄である。商標はVibes Tobacco Companyが所有している。日本では「バイブス」と呼ばれるが、正式名称は「バイブ」である。

## 概要
黒色のたばこでフィルターチップが甘い。フレーバーは、オランダのココナッツバニラベースのトロピカルフルーツ・ミックス。「FLAVOURED CIGARETTES」と表記され、夜の街のネオン管をイメージさせるパッケージが特徴。
中包装紙は一般的な銀紙であるが、取りにくく、巻紙に付いている「Vibes」のロゴスタンプも擦れているため、全体的にチープな特徴がある。

## 製品内容
バイブスとして単品でラインナップされているが、国外では他のシリーズも存在する。